# Buick Park Avenue
Buick Park Avenue es un automóvil de lujo del segmento E producido por General Motors desde 1991 hasta 2005 en Estados Unidos y de 2007 en adelante en China.
El nombre Park Avenue deriva del mismo nombre de la avenida de Nueva York.

## 1.ª Generación

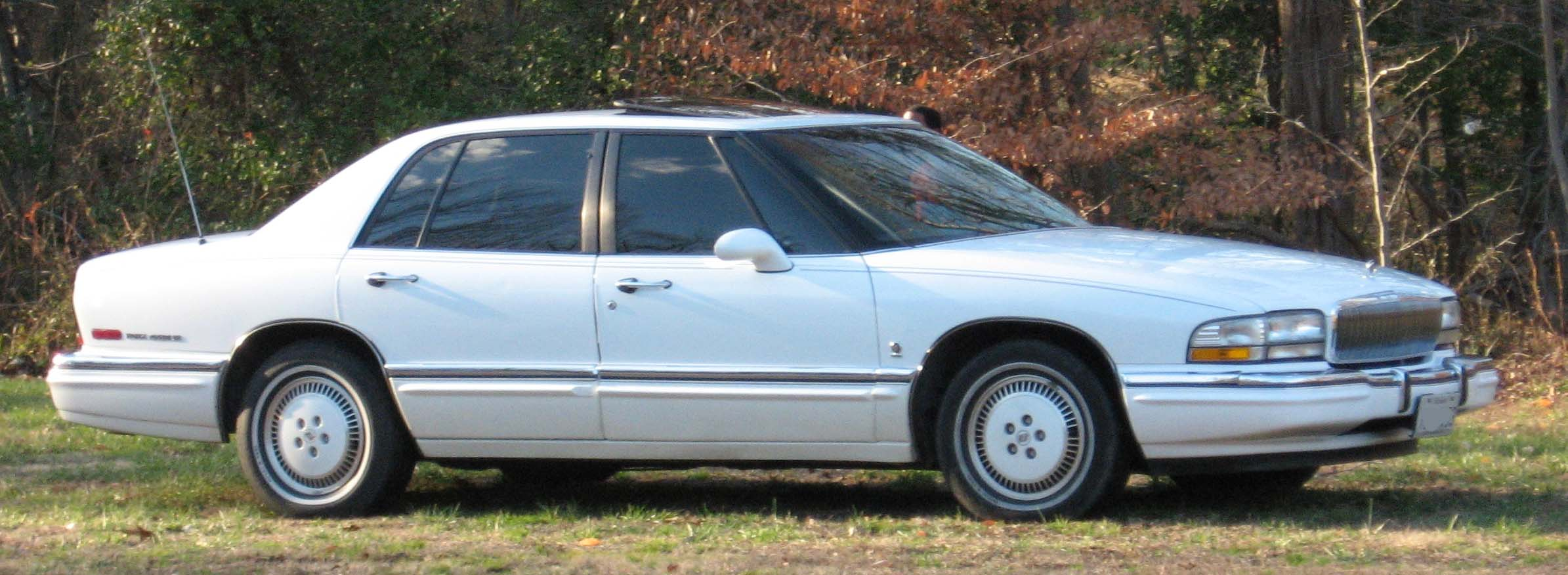
Buick Park Avenue 1.ª Generación (1991-1996)

El Park Avenue se introdujo en 1990 para el año 1991 . Esta primera serie se basa en la plataforma C de General Motors. El motor instalado en la serie era un V6 3.8 L de desplazamiento, mientras que en 1992 se le ofreció la versión Ultra que tenía un motor sobrealimentado (un número muy limitado de copias de 1991 ya estaban disponibles con esta opción). La versión con compresor es considerado por muchos un americano "coche cama", que es un coche de alto rendimiento "disfrazada" como un coche de la familia, y por lo tanto no la caracterizaron estéticamente particular. Esta reputación se debe al excepcional rendimiento con relación a las dimensiones marcadas en el coche. El motor fue montado antes, y la tracción era todo en la parte delantera. Estaba disponible sólo un tipo de cambio, el 4T60-E automática de cuatro velocidades.
También el modelo se vendió en Europa teniendo el marco más grande para las matrículas europeas (que son más grandes). Esta generación de Park Avenue fue el último Buick para ser comercializado oficialmente por General Motors en Europa. La decisión de retirar la marca Buick de Europa fue dictada por la amplia gama de modelos de General Motors en el momento en que estaba disponible en el continente europeo. De esto, de hecho, obtuvo un grado de confusión que afectó a los clientes europeos, que a menudo estaban indecisos sobre cuál es el modelo a centrar su atención. Después de 1996, las únicas marcas que General Motors continuó siendo ofrecido en Europa eran Cadillac y Chevrolet.

## 2.ª Generación

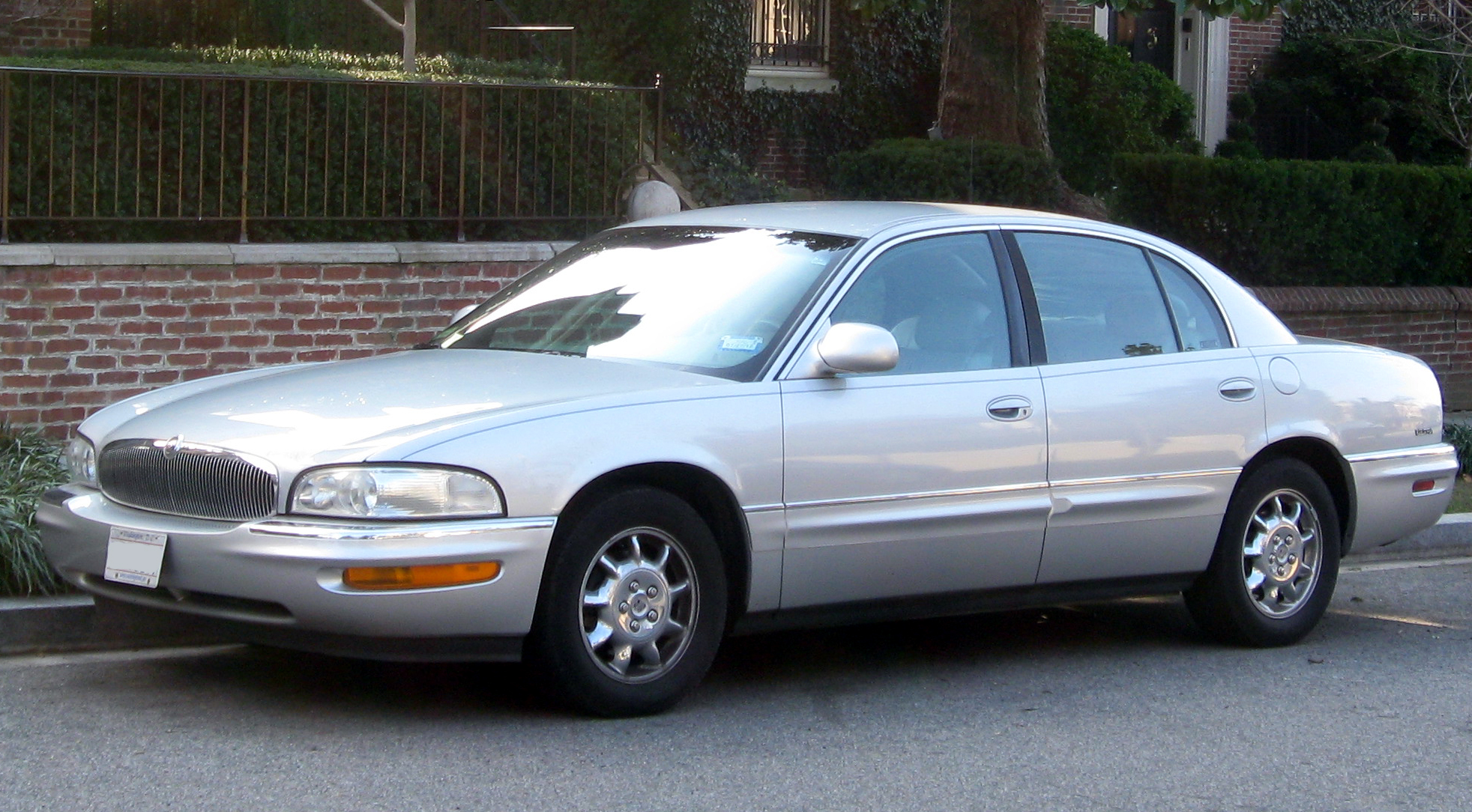
Buick Park Avenue 2.ª Generación (1997-2005)

En 1997 el Park Avenue ha sufrido un lavado de cara, que ha producido una segunda generación. Esta segunda serie se basa en la plataforma de los G General Motors como el Buick Riviera. El modelo se había instalado la versión actualizada del motor V6 3.8 L de desplazamiento ya montado en la serie anterior. Al igual que en la generación anterior, que estaba disponible el sobrealimentado Ultra. La versión básica tenía un emblema simple en el capó, mientras que el Ultra tenían una capa menos llamativo de armas con tres escudos insertados en el borde superior de la parrilla. El motor fue montado antes, y la tracción era todo en la parte delantera . El interior de terciopelo fueron ya no se ofrece, y luego el modelo sólo estaba disponible con el interior de cuero. Estaba disponible sólo un tipo de transmisión, el 4T60-E automática de cuatro velocidades. Fue, sin embargo, también ofrecen una transmisión de alto rendimiento.
En Estados Unidos el modelo paró de fabricarse en el 2005 siendo sustituido por el Buick Lucerne que también sustituyó al Buick LeSabre.

## 3.ª Generación

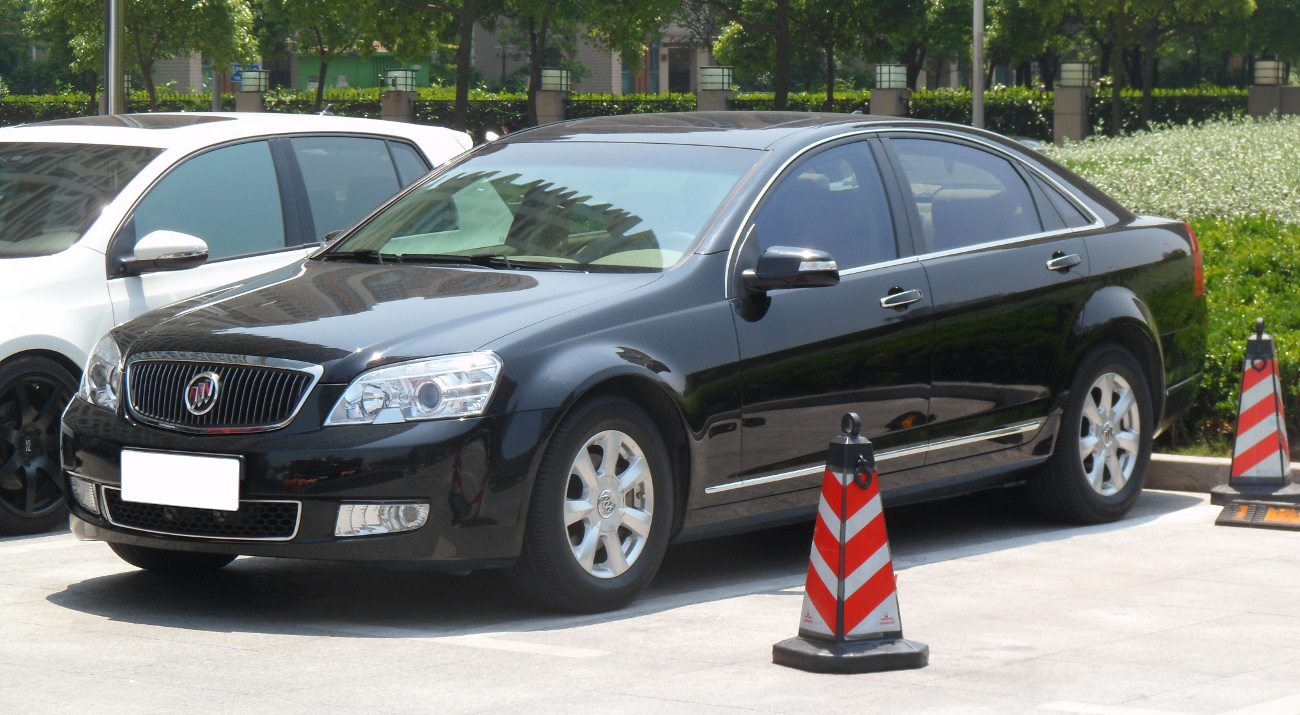
Buick Park Avenue 3.ª Generación (2007-presente)

En 2007 la General Motors reintrodujo el Park Avenue para el mercado de China. La unidad del control del motor es un Bosch E77 32-bit ECM. Está basado, como su antecesor, en el australiano Holden Caprice y la tracción es todo en la parte delantera.

### Tabla de motores
| Motor        | Desplazamiento | Potencia           | Pareja              |
| ------------ | -------------- | ------------------ | ------------------- |
| LP1 V6 2.8 L | 2792 cm³       | 150 CV a 6.000 rpm | 265 N•m a 3.000 rpm |
| LY7 V6 3.6 L | 3564 cm³       | 187 CV a 6.500 rpm | 340 N•m a 3.200 rpm |